# Sequel

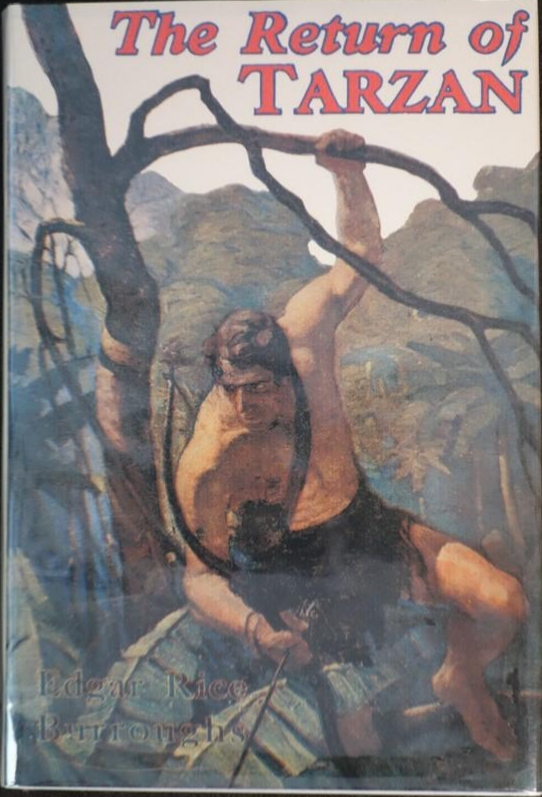
Copertina di un'edizione del 1915 de Il ritorno di Tarzan, romanzo sequel dell'originale Tarzan delle Scimmie.

Un sequel (pronuncia inglese [ˈsiːkwəl], adattabile in italiano come /ˈsikwel/ o /ˈsekwel/) o seguito è un'opera che prosegue la storia narrata in un'altra opera. Il termine sequel, nato in lingua inglese nel XX secolo, si applica al contesto cinematografico, videoludico, fumettistico, teatrale, letterario e musicale.

## Caratteristiche
Il sequel è l'opposto del prequel e vuole continuare la narrazione delle vicende e della vita di personaggi già conosciuti. Vi è dunque corrispondenza tra l'ordine cronologico di produzione del film e quello dell'ambientazione di quest'ultimo. Ci sono quattro tipi di sequel:
- Sequel tradizionale, che narra vicende accadute cronologicamente dopo il primo capitolo
- Sidequel: narra vicende avvenute contemporaneamente a quelle del precedente, nello stesso arco cronologico, ma che non potevano essere mostrate perché riguardavano la diversa prospettiva di altri personaggi. Inoltre se si colloca in un vuoto cronologico presente nel primo film, si chiama midquel e se si colloca in un momento intermedio della trama rispetto a due film che sono già stati pubblicati, si parla di interquel.
- Spin-off: narra di ulteriori vicende di altri personaggi che non erano i protagonisti dell'arco narrativo principale, vicende non direttamente influenti sulla trama primaria.
- Sequel standalone: opera che non si ricollega alla trama dei capitoli precedentemente prodotti, ma si svolge nello stesso universo narrativo o con personaggi in comune.

## Threequel
Un sequel di un sequel viene talvolta detto threequel (parola macedonia di three, "tre" in inglese, e sequel) o, più raramente, triquel o anche trequel: questa terminologia ha cominciato a diffondersi negli anni duemila, e in particolare è diventata popolare nel 2007.
Quando il terzo film è (o ci si aspetta che sia) l'ultimo, le tre opere insieme costituiscono una trilogia. Quando vengono prodotti più di due seguiti, si utilizzano spesso i termini tetralogia, pentalogia, esalogia, eptalogia, ecc. Il termine "saga", benché spesso utilizzato nel gergo del fandom e del marketing, è solitamente impiegato a sproposito, in quanto tale termine definisce nello specifico i film che raccontano storie a carattere tradizionale e familiare.